# Sunifredo II de Cerdaña
Sunifredo II de Cerdaña (c. 915 – Cuixà, 968), conde de Cerdaña (927-968) y de Besalú (957-968).

## Biografía
Hijo de Miró II de Cerdaña, heredó de su padre el condado de Cerdaña y de su hermano Wifredo II de Besalú, el condado de Besalú. Tuvo, hasta el año 941 el dominio perteneciente a su madre, la condesa Ava de Cerdaña.
En 951 va a Roma donde obtiene una serie de bulas de privilegios para los monasterios de Ripoll y de la Grassa. Impulsó la construcción de la iglesia de Cuixà, consagrada en 953 y la del de propio monasterio. Protegió, asimismo, el monasterio de Sant Pere de Rodes.
Al morir su hermano Wifredo II de Besalú y en medio de una revuelta de sus vasallos, intervino para poner paz entre ellos decretando, eso sí, la confiscación de los bienes de los rebeldes.
| Predecesor: Miró II    | Conde de Cerdaña 927 - 968 | Sucesor: Miró III |
| Predecesor: Wifredo II | Conde de Besalú 957 – 968  | Sucesor: Miró III |

- Datos: Q2043842